# Schelpwijk
Schelpwijk – osada (buurt) w dzielnicy Brievengat, miasta Willemstad, w dystrykcie Willemstad, w kraju autonomicznym Curaçao, należącym do Holandii, w Ameryce Południowej. 20 października 2023 r. liczyła 1094 mieszkańców. Pod względem powierzchni jest największą osadą dzielnicy.